# Novi Svet
Novi Svet je naselje v Občini Logatec.